# Albert Wolter
Albert Wolter (* 19. März 1893 in Magdeburg; † 5. Juli 1977 in Marbach SG, Schweiz) war ein deutscher Immobilienmakler, Finanzierer und Projektentwickler.

## Leben
Albert Wolter wuchs in Magdeburg als Sohn eines vermögenden Gärtnereibesitzers auf und wurde schon früh mit Grundstücksgeschäften konfrontiert. Im Jahre 1911 begann er eine kaufmännische Ausbildung in einer Futter- und Düngemittelgroßhandlung, in die er im Anschluss auch als Angestellter eintrat. Am Ersten Weltkrieg nahm Wolter als Stoßtruppoffizier (1916) teil, bevor er sich 1919 in das Rheinland orientierte und dem Maklerberuf zuwandte. In Köln begründete er im gleichen Jahr ein Maklerbüro, das er zum 1. Januar 1923 in die „Albert Wolter Immobilien KG“ umwandelte. Bis zu seinem Austritt im Jahr 1970 stand er dieser als Persönlich haftender Gesellschafter vor, zuletzt in Gemeinschaft mit seinem Sohn Albert genannt Bert Wolter. Seine Firma entwickelte sich in kurzer Zeit zu einem führenden Maklerhaus im Rheinland. Noch heute ist das Unternehmen als familiengeführtes Immobilienunternehmen tätig und nach eigenen Angaben Kölns älteste bestehende Maklerfirma.
In Köln vermittelte Wolter auch die Finanzierung von Neubauten (Hypotheken). Zu diesem Zweck errichtete Wolter die „Landhaus-Baugesellschaft“ und die „Wolter'sche Grundstücks GmbH“. Er betätigte sich zudem als Sachverständiger in Immobilienfragen und als Zwangsverwalter.

## Wolter im R.D.M.
Köln war bereits vor dem Ersten Weltkrieg Sitz von zwei Standesorganisationen der Makler und Finanzierer, zum einen des dort im Jahre 1904 gegründeten „Verbandes der Deutschen Maklervereine“, in dem Wolter bereits nach einem Jahr als Mitglied Aufnahme fand, und zum andern des seit 1907 bestehenden „Kölner Maklervereins“. Als Kriegsfolge, aber auch weil es keine reichsweite Organisation gab, kam es 1924 in Köln zu der Neugründung eines Dachverbandes, des Reichsverbandes Deutscher Makler für Immobilien, Hypotheken und Finanzen e.V. (R.D.M.) unter Beteiligung von Wolter. Das erste Mitgliederverzeichnis listet 392 Makler, bereits nach wenigen Wochen sind es 1056 in 27 und nach einem Jahr 1517 in 42 Ortsvereinen. Die in Berlin sitzende Vereinigung etablierte sich schnell als führender Interessenverband der Immobilienwirtschaft in Deutschland. Wolter selbst nahm dabei zunächst noch keine Vorstandstätigkeit war. Vielmehr spiegelt der Verband, was vor 1933 keine Rolle spielte, die religiöse Zugehörigkeit der freiberuflich tätigen Immobilienmakler und Finanzierer: bis zu 80 Prozent seiner Mitglieder waren nach Behauptung des „Nationalsozialistischen Deutschen Reichs-Makler-Bundes“ im Frühjahr des Jahres 1933 Juden. Nachdem bis zum 13. April 1933 die jüdischen Vorstandsmitglieder ihre Ämter niedergelegt hatten, kam es am 6. Mai 1933 zu der Gleichschaltung und mit Ende des Zweiten Weltkriegs im Jahr 1945 zur Auflösung des R.D.M.
Albert Wolter gehörte auch noch nicht zu den sieben Männern, die am 18. Dezember 1948 in Bacharach als Folgeorganisation den „Ring Deutscher Makler für Immobilien, Hypotheken und Finanzierungen e.V.“ (R.D.M.) begründeten. Dies hatte aber augenscheinlich seinen Grund in der Anreiseproblematik als Folge der Aufteilung Deutschlands in Besatzungszonen. Denn bei dem 1. Maklertag nach dem Krieg, der vom 6. bis 9. Juli 1950 ebenfalls in Bacharach stattfand, wurde Wolter als zweiter stellvertretender Vorsitzender des nun in Hamburg beheimateten Verbandes gewählt. Von seiner Wahl auf dem Kölner Maklertag vom 19. bis 22. Juni 1958 bis zu der Tagung am 4. bis 8. September 1962 in Berlin stand er dann in einer schwierigen Phase dem R.D.M. als Präsident vor. Es galt, insbesondere nach zahlreichen Negativmeldungen auf Grund betrügerischem Verhalten innerhalb des Maklerstandes, Grundregeln und eine Art Berufsbild für angehende Makler auszuarbeiten. Schon kurz nach seiner Wahl forderte Wolter die Unterstellung der Makler als Kaufleute unter das Handelsgesetzbuch. Es gehe nicht an, dass ihre Bücher „wie bei einem Trödler einem Polizeibeamten zur Prüfung vorzulegen“ seien. Nach seinem Abtreten wurde er zu einem der Ehrenpräsidenten gewählt. Darüber hinaus war Wolter Vorstands- und Ehrenmitglied des Bezirksverbandes Köln-Bonn und des Landesverbandes des R.D.M.

## Kölner Immobilienbörse
Im Jahre 1927 gründeten Mitglieder des R.D.M., darunter Wolter, die „Kölner Börse“, die um 1930 neu firmierte unter „Immobilien- und Hypothekenbörse“ und als Abteilung bei der IHK in Köln integriert wurde. Ziel derselben war die Verbesserung der Kontakte und der Zusammenarbeit der Makler. Nach dem Zweiten Weltkrieg wurde die Einrichtung mit zunächst 168 Mitgliedern wiedergegründet. Wolter fungierte als Börsenleiter, gehörte dem Vorstand der Kölner Warenbörse an und war Mitglied des Börsenausschusses der IHK.

## Weitere Verbandsmitgliedschaften
Albert Wolter war ferner Aufsichtsratsmitglied des Internationalen Verbandes der Immobilienmakler und Hausverwalter (Paris) sowie Vorstands- und zuletzt Ehrenmitglied des Kölner Haus- und Grundbesitzervereins.
Von 1948 bis 1951 wurde er in den städtischen Planungsausschuss für den Wiederaufbau der Stadt Köln berufen und war zudem Initiator der Interessengemeinschaft City Köln e. V., der ersten Bürgerinitiative zum Wiederaufbau der Hohe Straße und der Schildergasse. Er hatte sich dabei insbesondere „für eine Vollbebauung der Erdgeschosse rund um die Hohe Straße erfolgreich eingesetzt“ und für „die Erhaltung dieses Straßenzuges als Basarstraße gekämpft“. Auch die Realisierung eines gut ausgebauten Flughafens (Fall Wahn), um dessen Bedeutung für die wirtschaftlichen Entwicklung in Köln er wusste, war ihm ein nachdrückliches Anliegen.

## Privates
Aus seiner 1. Ehe mit Katharina Wolter, geb. Sauer, ging der benannte Sohn Albert, genannt Bert, Wolter hervor, der 1971 die väterliche Unternehmung an Claus Mosler übergab.
Neben seiner Tätigkeit als Immobilienkaufmann bewirtschaftete Albert Wolter zehn Jahre lang ein 230 Morgen großes Gut bei Königswinter im damaligen Siegkreis, wo er sich der Rinderzucht und der Imkerei widmete. Seine letzten Lebensjahre verbrachte er auf seinem Alterssitz in der Schweiz.

## Ehrungen
- 1969: Bundesverdienstkreuz 1. Klasse[6]